# Harry Everts
Harry Everts (Maaseik, 6 februari 1952) is een Belgisch voormalig motorcrosser.

## Levensloop
Hij won 23 Grands Prix en  behaalde 4 wereldtitels.  Hij staat daarmee in de lijst van beste motorcrossers aller tijden en behoort tot de magnificent seven.
Als een gevolg van polio in zijn kinderjaren had Harry Everts een been dat korter was dan het andere.  Door de zwakkere kracht in één been werd zijn motor soms aangepast om met de sterkste voet te kunnen schakelen.
In 1975 won hij de FIM Wereldkampioenschap motorcross in de klasse 250cc voor het Puch team.  Het jaar voordien, in 1974, had hij in die klasse de bronzen medaille gehaald.  In 1979, 1980 en 1981 haalde hij met een Suzuki de titel in de klasse 125cc.  Suzuki zou met verschillende rijders de titel 10 jaar lang bemachtigen.  In 1976 en 1979 maakt hij deel uit van het winnende Belgische landenteam van de Motorcross der Naties.
Harry Everts is de vader van Stefan Everts. Na zijn sportcarrière begon hij een rijschool motorcross in Spanje en werd in 2015 bekroond tot (eerste) Maaseikenaar van het jaar.